# Justyna Raczyńska
Justyna Raczyńska est une ancienne joueuse polonaise de volley-ball, née le 12 septembre 1987 à Szczecin. Elle mesure 1,80 m et jouait au poste de réceptionneuse-attaquante. 

## Clubs
| Club                  | De        | À         |
| --------------------- | --------- | --------- |
| PSPS Chemik Police    | 2003-2004 | 2013-2014 |
| PTPS Piła             | 2014-2015 | 2014-2015 |
| MLKS Zawisza Sulechów | oct 2015  | nov 2015  |
| KS Developres Rzeszów | 2015-2016 | 2015-2016 |
| Nike Węgrów           | 2016-2017 | 2016-2017 |
| MKS Kalisz            | 2017-2018 | 2017-2018 |

## Palmarès
- Coupe de Pologne
  - Vainqueur : 2014.
- Championnat de Pologne
  - Vainqueur : 2014.